# Iszilkuli járás

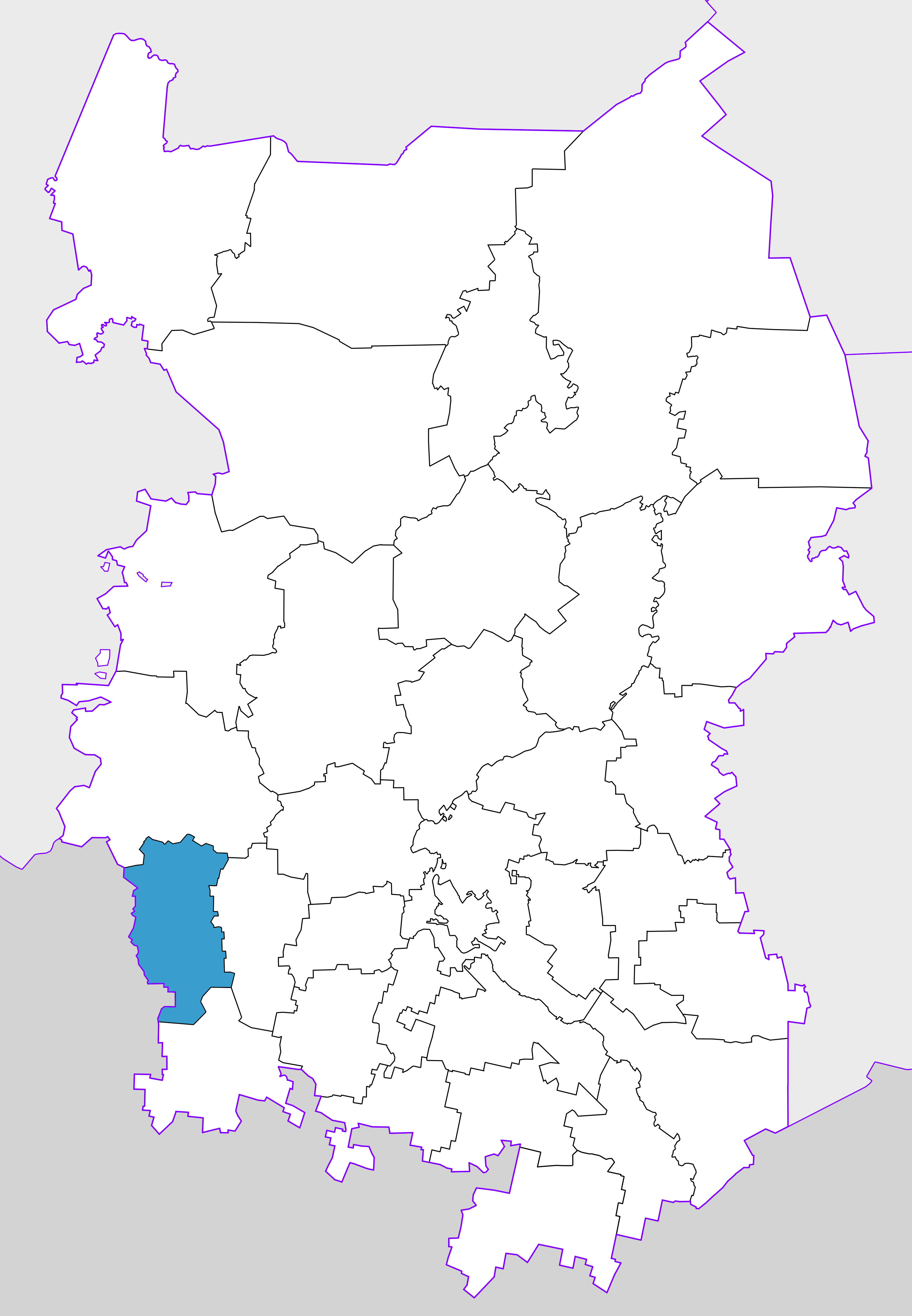
Az Iszilkuli járás az Omszki területen

Az Iszilkuli járás (oroszul Исилькульский район) Oroszország egyik járása az Omszki területen. Székhelye Iszilkul.

## Népesség
- 1989-ben 22 691 lakosa volt.
- 2002-ben 22 216 lakosa volt, melynek 77,4%-a orosz, 8,3%-a kazah, 8%-a német, 3,3%-a ukrán, 0,6%-a tatár.
- 2010-ben 18 942 lakosa volt, melynek 79,28%-a orosz, 8,47%-a kazah, 6,99%-a német, 2,07%-a ukrán, 0,5%-a tatár.